# Manhattan (városrész)

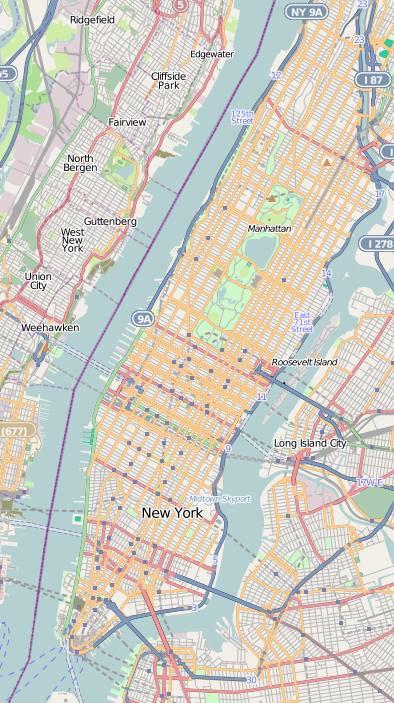
Manhattan térképe

Manhattan neve egyszerre jelenti Manhattan szigetét és a rajta elterülő Manhattan kerületet, amely New York öt kerületének egyike. A kerülethez magán Manhattan szigetén (amelyet a Hudson folyó torkolati része ölel körül) kívül tartozik még több másik sziget és a szárazföld egy kis része is. Közigazgatásilag ez New York megye (county) is egyben. A 2010-es népszámlálás adatai szerint 1 585 873 lakosa volt, területe mindössze 87,5 km², messze az ország legsűrűbben lakott megyéje.

## Földrajz

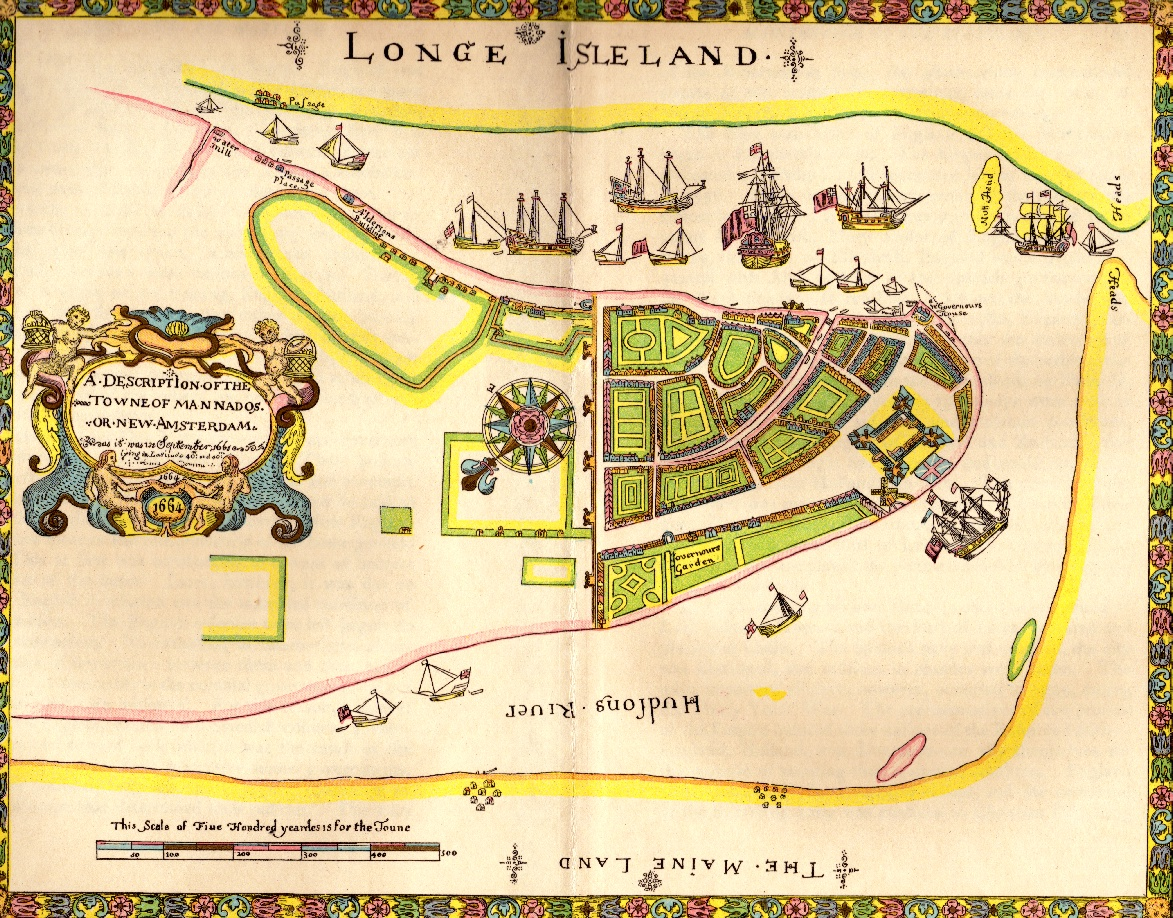
A Hosszú-sziget, vagyis Mannados térképe 1661-ből

Manhattan szigetét nyugatról a Hudson, északról a Harlem folyó, keletről az East River (Keleti folyó), délről az Atlanti-óceán (azon belül a Felső-New York-i öböl) fogja közre. A Harlem és az East River voltaképpen a Hudson folyó mellékága, de önálló nevet viselnek. A kerülethez tartozik a Roosevelt-sziget és a Belmont Island (az East Riveren) és a szárazföld egy darabja, a Marble Hill is. Érdekesség, hogy utóbbi eredetileg Manhattannel alkotott egybefüggő területet, de a Harlem River jobb hajózhatósága érdekében azt kiásták, összekötve az East Riverrel, míg a Marble Hillt a szárazföldtől (Bronxtól) addig elválasztó természetes csatornát feltöltötték.
Tulajdonképpen Manhattanhez tartozik az Ellis Island és a Szabadság-szobornak helyt adó Liberty Island is, de ezek a kis szigetek hivatalosan Szövetségi Területnek számítanak, így nem tartoznak New York államhoz.
Manhattan szigete 21 km hosszú és legszélesebb részén 3,7 km széles. Déli és északi csücske kivételével utcaszerkezete teljesen merőleges rácsszerkezetű, követi a Hudson folyó partvonalát. A vele párhuzamos utak a sugárutak (Avenue), a merőlegesek az utcák (Street). Többségük csak számot visel. A sugárutak számozása az East Rivertől nyugat felé emelkedik 1-től 12-ig, de néhányuk csak nevet vagy nevet és számot is visel, házszámaik délről növekednek, a Budapesten is alkalmazott módszer szerint a jobb a páratlan, a bal a páros oldal. A sziget nagyjábóli középvonalában az Ötödik sugárút (Fifth Avenue) található. Az utcáknak ettől keletre illetve nyugatra eső részeit külön nevezik meg, például Keleti 42. utca és Nyugati 42. utca (East 42nd Street, West 42nd Street). A házszámok az utcákban az Ötödik sugárúttól kezdve növekednek – általában a házak számától függetlenül – sugárutanként százzal. Az utcák között mintegy 60 m távolság van, a sugárutak sűrűsége változó: 80 és 250 m közötti a háztömbök hossza.
Az utcák tájolása miatt május 28-ára és július 12-ére esik az a két nap, amikor a Nap pontosan az utcák tengelyének irányában megy le, így ezen a két napon lehet a belső területekről az utcaszintről látni a napnyugtát. A vele szemben haladókat teljesen elvakíthatja.
A középső és az északi területeken a rácsszerkezetben egyetlen kivétel van, a Manhattanen végighúzódó Broadway, amely néhány enyhe ívű kanyart kivéve megközelítőleg a földrajzi észak-déli irányt követve ferdén keresztezi a sugárutakat és utcákat. Ez néhol érdekes építészeti megoldásokat szül, aminek leghíresebb példája a nagyon szűk háromszög alapterületű Vasaló-ház a Broadway és a Fifth Avenue találkozásánál.
Dél-Manhattanben a keskenyedő terület és a történelmi hagyományok miatt kicsit kuszább szerkezetűek az utcák, a Nulladik utcától, a Houston Streettől délre (illetve a Nyugati részen már a 14. utcától délre) neveket viselő, változó szögben haladó utcákat találunk.

## Városnegyedei

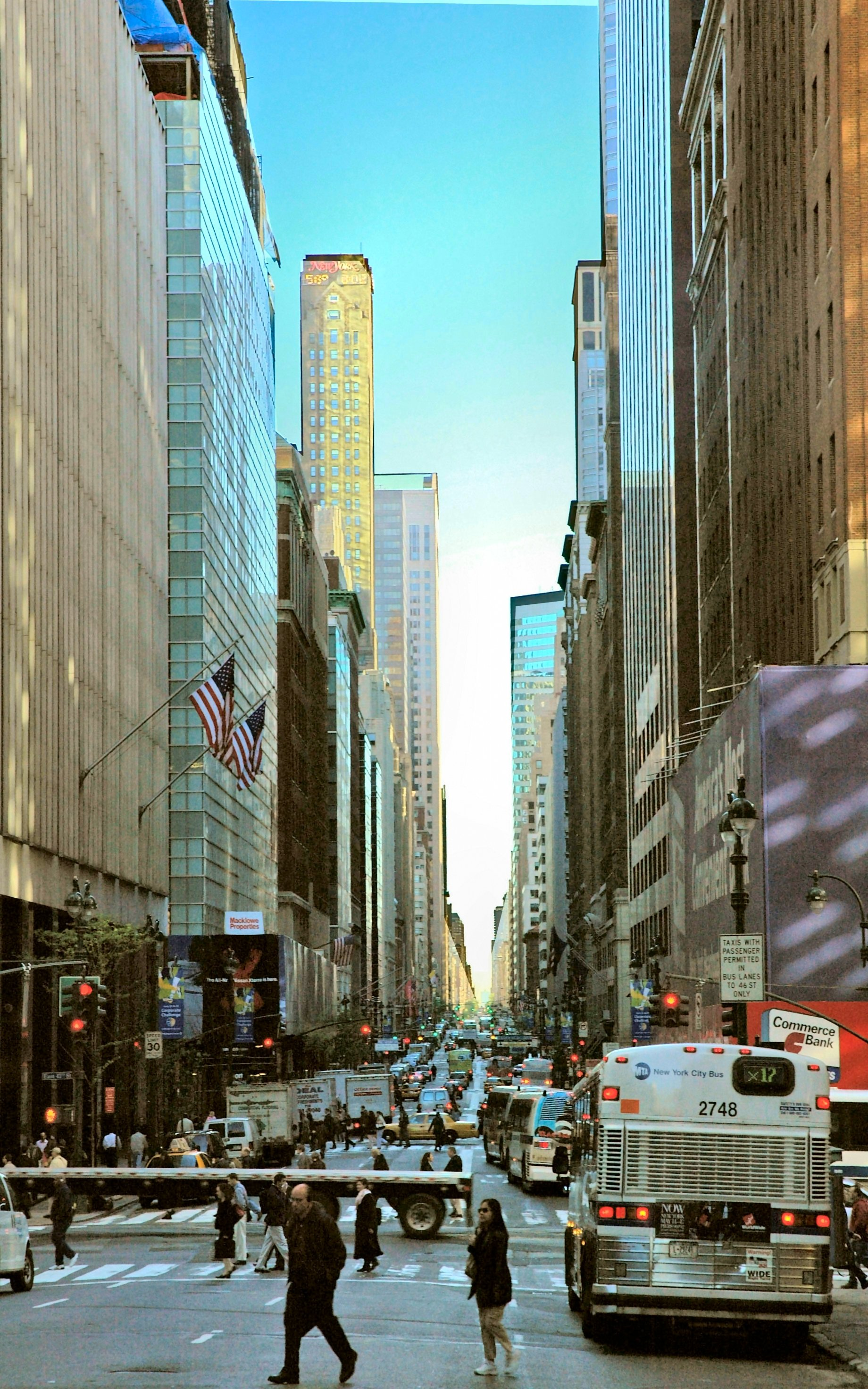
A Madison-Avenue a 40. utcából Észak felé nézve

Manhattan számos városnegyedre oszlik. Közigazgatásilag 12 körzet van, de ennek csak adminisztratív jelentősége van. A három alapvető rész a Downtown (déli), a Midtown (középső) és az Uptown (északi rész), a Downtown nagyjából a Houston Streettől délre, az Uptown az 59. utcától a 110. utcáig (a Central Park déli oldalától az északi oldaláig) tart. A Houston és az 59. utca közti terület a Midtown, a 110. utcától északra található Harlem. A legészakibb utca a 220., a Fifth Avenue a 149. utcánál ér véget, ettől felfelé már csak nyugati utcaszámok vannak és itt is igaz, hogy a keskenyedő terület miatt sok helyen felbomlik az egységes rácsszerkezet.
A sziget déli csücske Lower Manhattan vagy más néven a Financial District és a Battery Park, feljebb, nyugaton a Tribeca (Triangle below Canal St), középen a SoHo (South of Houston St.), keleten a Lower East Side található. Ugyancsak a középső keleti részhez tartozik a Chinatown és a Little Italy nevű rész. A Downtown felső része keresztben a Greenwich Village. A Midtown alsó keleti részei a Meatpacker District, feljebb Chelsea, középső-keleti része Gramercy vagy más néven Flatiron District, ahol a már említett, Vasaló-ház található. Még feljebb nyugaton a Hell’s Kitchen, beljebb a Garment District, keleten a Murray Hill, majd nyugaton a 6. és 7. sugárút és a Broadway találkozásának környéke a Theatre District. A Hetedik és a Broadway kereszteződése a 41-42-43. utca magasságában van a város igazi közepe, a Times Square. A Central Park nyugati oldala az Upper West Side, keleti oldala az Upper East Side, itt található az Ötödik sugárúton a Museum Mile, az a mintegy egy mérföldes rész, ahol a város több jelentős múzeuma is található (Metropolitan, Modern Művészeti Múzeum, Guggenheim, Whitney stb.)
Jelentős számú magyar bevándorló lakott egykor a Lower East Side-on valamint az Upper East Side keleti részén, a Harmadik sugárút és az East River között, a 86. utca magasságában (Yorktown). Mára azonban ezek az egybefüggő közösségek felbomlottak, így nincs olyan terület, amire jóindulattal rá lehetne mondani, hogy magyar negyed.

## Képgaléria

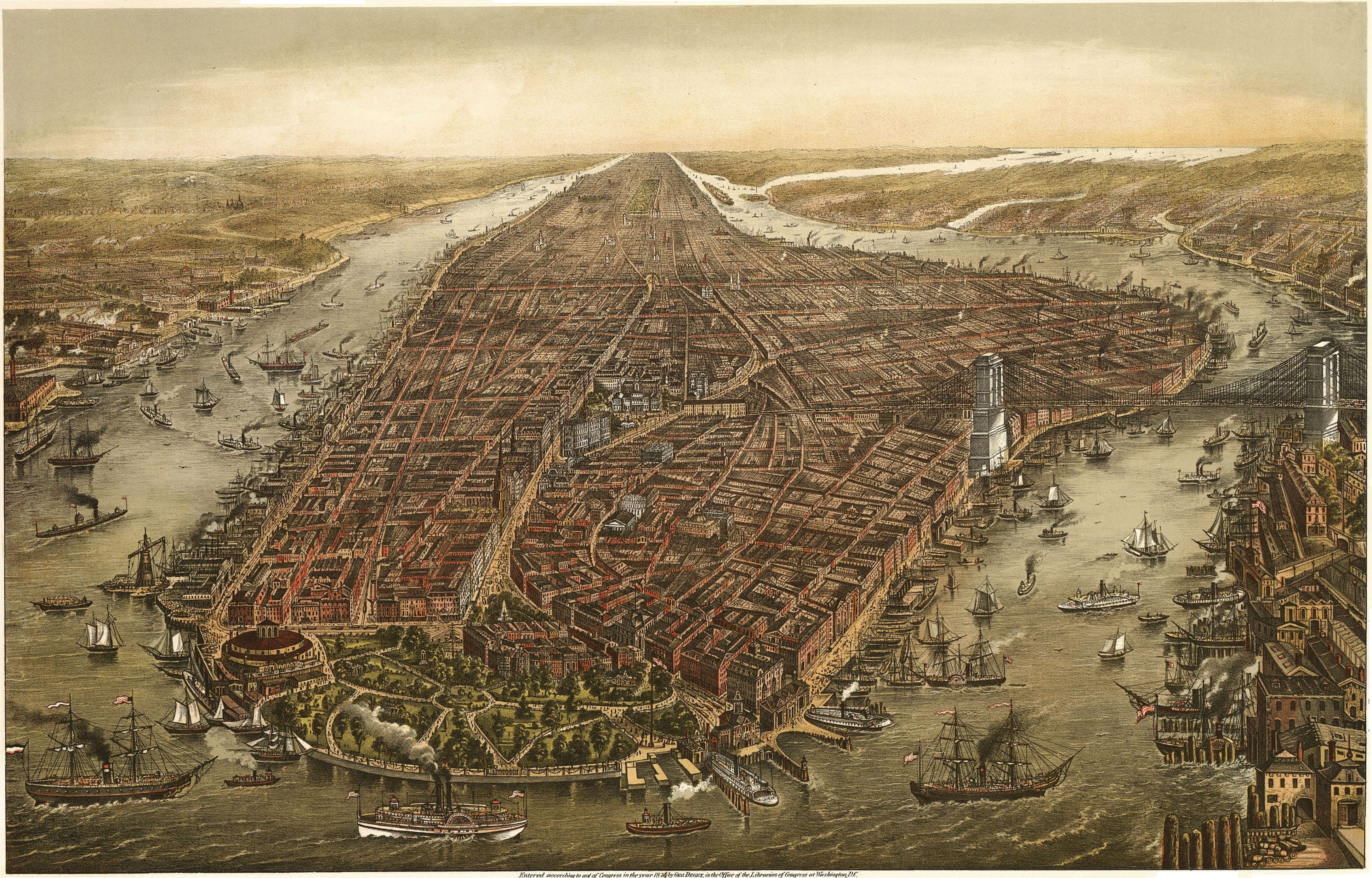
Manhattanről és New York Cityről (1873)
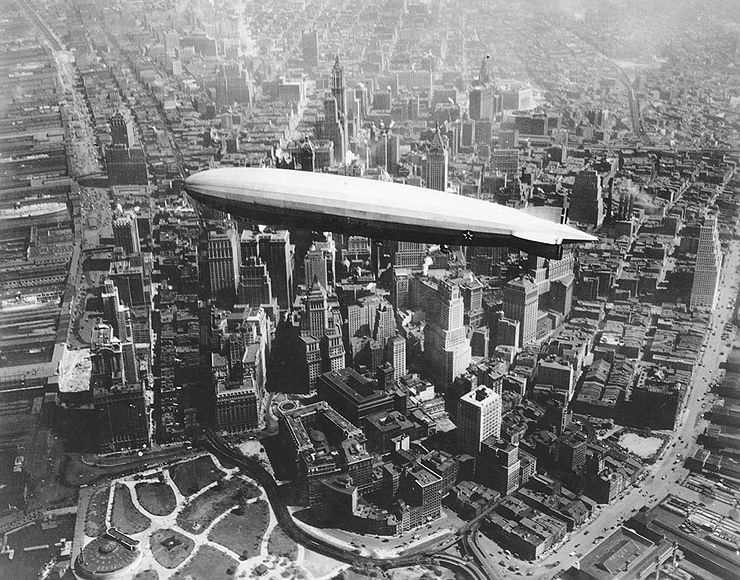
Léghajó Manhattan felett
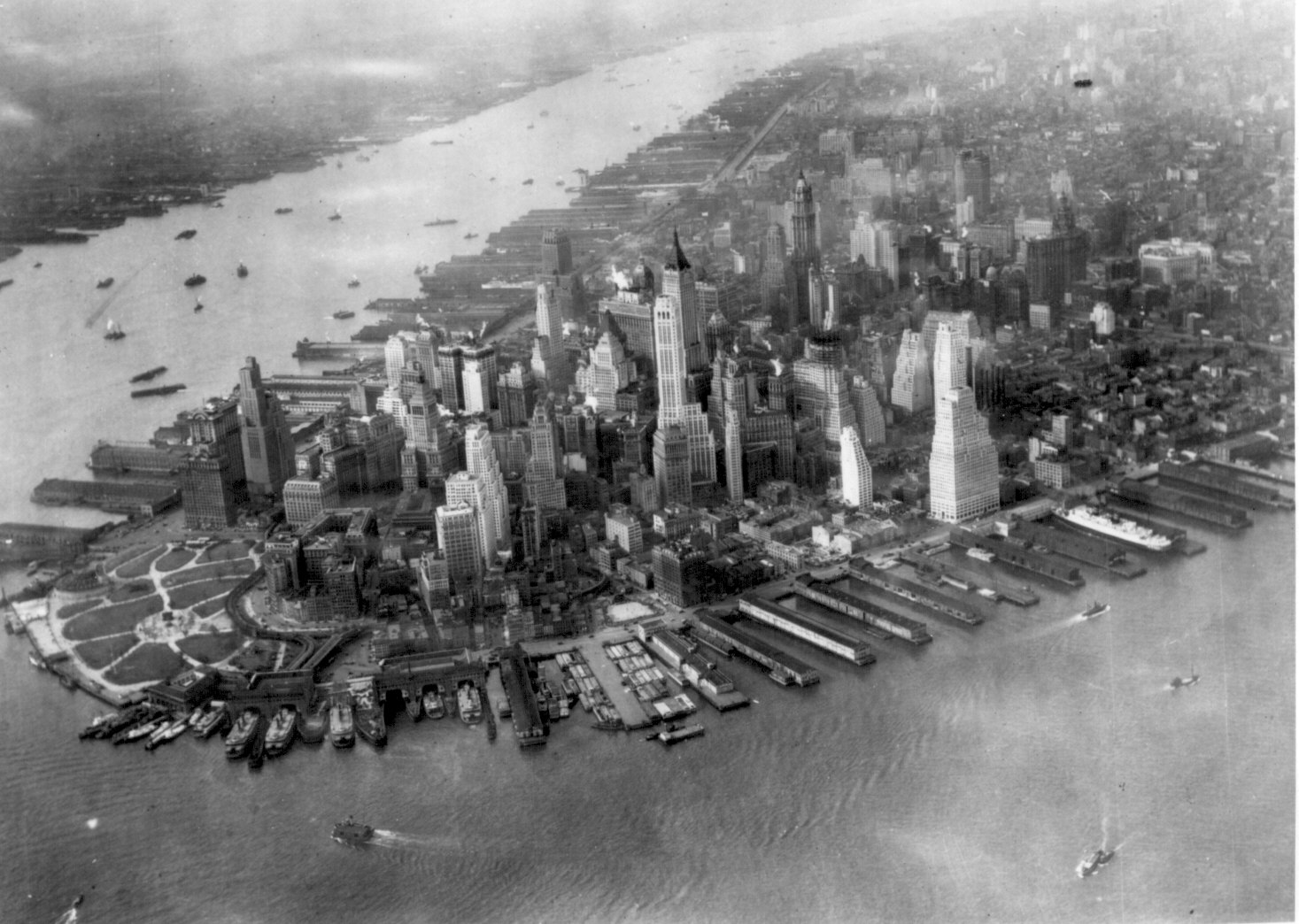
Manhattan déli csücske, 1942-ben
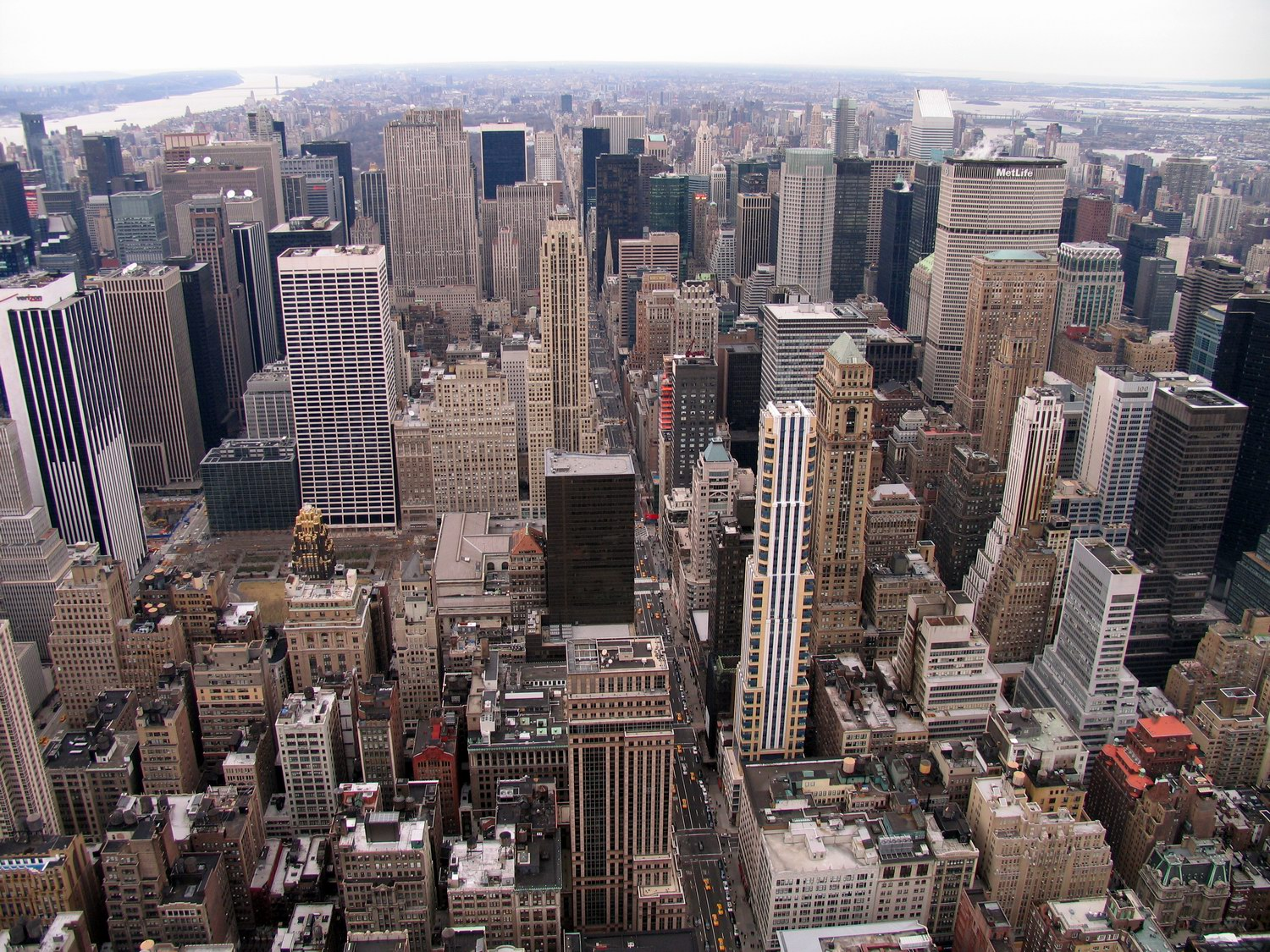
Manhattan napjainkban
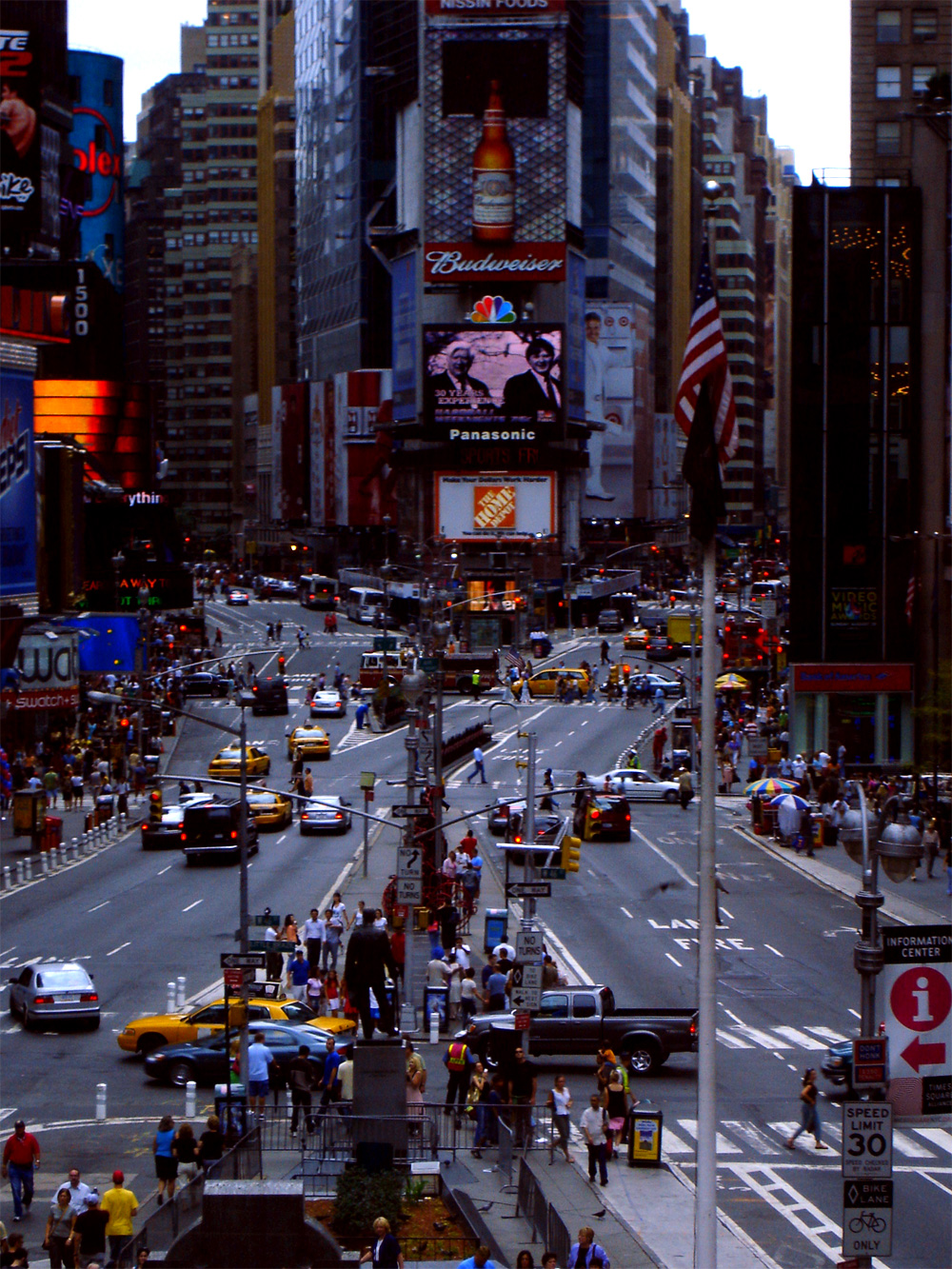
A Times Square

## Fordítás
- Ez a szócikk részben vagy egészben  a   Manhattan című angol Wikipédia-szócikk fordításán alapul.  Az eredeti cikk szerkesztőit annak laptörténete sorolja fel. Ez a jelzés csupán a megfogalmazás eredetét és a szerzői jogokat jelzi, nem szolgál a cikkben szereplő információk forrásmegjelöléseként.